# Mollanepes
Mollanepes (en turcomano: Mollanepes; en ruso: Молланепес), conocida hasta 1993 como Poltoratski (en ruso: Полторацкого), es un asentamiento urbano de Turkmenistán, capital del distrito de Wekilbazar en la provincia de Mari. 

## Geografía
Mollanepes está a orillas del canal de Karakum, 7 km al este de Mari.

## Historia
Asentamiento de tipo urbano desde 1975. Hasta 1993, recibió el nombre de Poltoratski en honor al revolucionario soviético turcomano Pável Poltoratski; posteriormente recibió el nombre de un escritor de Turkmenistán, Molla-Nepes, que vivió en el siglo XIX. 

## Demografía
| 3680                                   | 5786 |
| (Fuente: Censo soviético de 1959-1989) |      |

## Infraestructura

### Transporte
La estación de tren de Mollanepes se encuentra en el pueblo y está en la línea Mari-Turkmenabat.